# Geexbox
Geexbox (Eigenschreibweise GeeXboX) ist eine kleine Multimedia-Live-CD, die den Betrieb eines HTPC (Home Theater PC) ermöglicht und für die Wiedergabe von Audio-CDs, DVDs, VCDs aber auch einzelner Audio- und Video-Dateien konzipiert wurde.
Die Multimedia-Distribution lässt sich von einer CD starten und wird in den Arbeitsspeicher geladen. Danach kann die Live-CD entfernt werden, um beispielsweise eine MP3-CD zum Abspielen einlegen zu können. Als Bootoption steht auch die Möglichkeit bereit, Geexbox auf die Festplatte zu installieren, von einem USB-Stick zu booten oder über Netzwerk (PXE) zu booten.
Die ca. 136 MB große Linux-Distribution verwendet zum Abspielen der Multimedia-Dateien Kodi (ehemals XBMC), das alle gängigen Datei-Formate wiederzugeben vermag.
Eine ähnliche Entwicklung ist MoviX.